# Escala de Autoavaliação de Hipomania
A Escala de Autoavaliação de Hipomania (HCL-32) é um questionário desenvolvido pelo Dr. Jules Angst para identificar características hipomaníacas em pacientes com transtorno depressivo maior, a fim de ajudar a reconhecer o transtorno bipolar II e outros transtornos do espectro bipolar quando as pessoas procuram ajuda médica. Ela inclui perguntas sobre 32 comportamentos e estados mentais que são aspectos da hipomania ou características associadas a outros transtornos de humor. Utiliza frases curtas e linguagem simples, facilitando a leitura. A Universidade de Zurique detém os direitos autorais e o HCL-32 está disponível para uso gratuito. Trabalhos mais recentes concentraram-se em validar traduções e a testar se versões mais curtas ainda demonstram desempenho bom o suficiente para serem usados clinicamente. Metanálises recentes descobriram que é uma das avaliações mais precisas disponíveis para detetar hipomania, sendo melhor do que outras opções no reconhecimento do transtorno bipolar II.

## Desenvolvimento e história
A HCL-32 foi desenvolvida como uma medida de rastreamento mais eficiente para hipomania, para ser usada tanto em pesquisas epidemiológicas quanto em uso clínico. As escalas existentes para o transtorno bipolar concentraram-se na identificação de fatores de personalidade e gravidade dos sintomas, ao invés da natureza episódica da hipomania ou das possíveis consequências negativas nas alterações comportamentais, afetivas ou cognitivas associadas. Essas escalas foram usadas principalmente em populações não clínicas para identificar indivíduos em risco e não como instrumentos de triagem. A HCL-32 é uma escala destinada a ter alta sensibilidade para direcionar médicos de muitos países para diagnosticar indivíduos numa dada população clínica com transtorno bipolar, especificamente transtorno bipolar II. 
Inicialmente desenvolvida por Jules Angst e Thomas Meyer em alemão, o questionário foi traduzido para o inglês e traduzido de volta para o alemão para garantir a precisão. A versão inglesa da HCL foi usada como base para a tradução noutros idiomas por meio do mesmo processo. O estudo original que usou o HCL numa amostra italiana e suíça observou a alta sensibilidade da escala e uma sensibilidade mais baixa do que outras escalas utilizadas. 
A escala inclui uma lista de verificação de 32 possíveis sintomas de hipomania, cada um classificado como sim ou não. A classificação "sim" significaria que o sintoma está presente ou que esse traço é "típico de mim" e "não" significaria que o sintoma não está presente ou "não é típico" da pessoa.

## Limitações
A HCL sofre dos mesmos problemas que outros inventários de autorrelato, em que as pontuações podem ser facilmente exageradas ou minimizadas pela pessoa que os conclui. Como todos os questionários, a forma como o instrumento é administrado pode influenciar na pontuação final. Se um paciente for solicitado a preencher o formulário na frente de outras pessoas num ambiente clínico, por exemplo, as expectativas sociais podem provocar uma resposta diferente em comparação com a administração por meio de uma pesquisa postal.
Pontuações fiáveis semelhantes foram encontradas ao usar apenas avaliações de 16 itens em comparação com o formato tradicional de 32 itens da HCL-32. Uma pontuação de pelo menos 8 itens foi considerada válida e confiável para distinguir o Transtorno Bipolar do Transtorno Depressivo Maior. Num estudo, 73% dos pacientes que completaram a HCL-32 R1 eram casos bipolares verdadeiros identificados como casos bipolares em potencial. No entanto, o HCL-32 R1 não diferencia com precisão o tipo I do tipo II. No entanto, a HCL de 16 itens não foi testada como uma seção independente num ambiente hospitalar. Além disso, embora a HCL-32 seja um instrumento sensível para sintomas hipomaníacos, ela não distingue entre os transtornos bipolares I e bipolares II. A HCL-32 não foi comparado com outras ferramentas de triagem commumente usadas para o transtorno bipolar, como a Escala de Mania de Young e o Inventário de Comportamento Geral. A versão online da HCL tem se mostrado tão confiável quanto a versão em papel.

## Ligações externos
- Manual oficial e questionário